# آب كبود السفلى
آب كبود السفلى (للر وكتك) (بالفارسية: آب‌کبود سفلی) هي منطقة سكنية تقع في إيران في قسم للر وكتك الريفي. في الإحصاء السكاني عام 2006، قدّر عدد سكانها بـ 26 نسمة.